# Emil Stanisław Rappaport

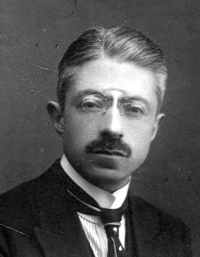
Rappaport, 1919

Emil Stanisław Rappaport (* 8. Juli 1877  in Warschau, damals Russisches Kaiserreich; † 10. August 1965 in Łódź) war ein bedeutender polnischer Jurist auf dem Gebiet des Strafrechts. Er setzte sich in der Zwischenkriegszeit international vernetzt für das entstehende Völkerstrafrecht ein und arbeitete an der Kodifizierung des polnischen Strafrechts mit.

## Leben

### Prägung
Er wurde 1877 im damals russischen Warschau geboren und studierte von 1897 bis 1901 in Lwiw (damals Lemberg im habsburgischen Galizien) Rechtswissenschaft. Er schloss sich einem Kreis von Stanisław Patek als Strafverteidiger für polnische Gefangene in russischen Gefängnissen russisch Polens an und wurde ein strikter Gegner der Todesstrafe. Während dieser Zeit bildete er sich in Paris (1903/04), Berlin (1904/05) und London (1909) fort und promovierte an der Universität Neuenburg in der Schweiz. Er war beeindruckt vom französischen und schweizerischen Strafrecht und vom soziologischen Ansatz von Franz von Liszt.

### Zwischenkriegszeit
In der Zwischenkriegszeit wurde er Richter am Appelationsgericht und dann am Obersten Gerichtshof Polens in Warschau. Er arbeitete am Entwurf des polnischen Strafrechts mit und initiierte die Bestimmung zum Straftatbestand der Propaganda zum Angriffskrieg (lex Rappaport). 1937 wurde er an der Freien Universität Warschau zum Professor für Strafrecht berufen.
Rappaport war Mitgründer und langjähriger Vizepräsident (1924–1961) der Internationalen Kriminalistischen Vereinigung, wobei sein Schwerpunkt auf der Prävention und Bestrafung von Straftaten lag. Er setzte sich international für eine Vereinheitlichung schwerer Straftatbestände (delicta iuris gentium) und die Strafbarkeit von Kriegspropaganda ein. Zusammen mit de Vabres, Carton de Wiart und vielen anderen arbeitete er an den Grundlagen für ein internationales Strafrecht. Die rumänische und brasilianische Strafbestimmung zur Kriegspropaganda wurde erklärterweise von ihm inspiriert und er erhielt mehrere internationale Auszeichnungen.

### Deutsche Besatzung und Nachkriegszeit
Weil er als Richter am Obersten Gericht angeblich parteiische Urteile gegen Deutsche gefällt hatte, wurde er von der Gestapo verhaftet und war ein Jahr von Juni 1940 bis Juli 1941 im Gefängnis. Auf Fürsprache von Edmund Mezger bei Hans Frank, dem Generalgouverneur im Generalgouvernement, wurde er freigelassen. Danach schrieb er an seinen Memoiren, die aber während des Warschauer Aufstandes verbrannten. Er wurde dann mit seiner Frau Justyna zwangsumgesiedelt und ließ sich nach der Befreiung in Łódź nieder.
Er verfasste 1945 das Werk A Nation is a Criminal: Hitlerite Crimes and the German Nation inspiriert von den Theorien des Cesare Lombroso. Darin argumentiert er, dass Hitler nicht Hitlerdeutschland ermöglicht hätte, sondern (Hitler-)Deutschland potentiell Hitler ermöglichte. Alle Deutschen hätten die Verbrechen ermöglicht. Es wäre vergleichbar zu Mitfahrern eines Betrunkenen, die die Gefahr der Situation erkennen aber trotzdem aus Bequemlichkeit und Eile mitfahren und so eine Mitschuld tragen würden. Er kam zurück auf seine Argumentation der Vorkriegszeit, dass jede Person, die an einem Angriffskrieg beteiligt ist, ein hostis generis humani (Menschenfeind und Menschheitsverbrecher) sei.
Im kommunistischen Polen war sein Ansehen nützlich für die Legitimation neuer Institutionen wie dem Obersten Nationalen Tribunal Polens, das für die großen Kriegsverbrecherprozesse gegründet wurde. Im rechtsstaatlich geführten Prozess gegen Arthur Greiser, dem ersten Prozess, in dem erstmals der Tatbestand des Völkermordes („biologische und kulturelle Ausrottung einer Nachbarnation“) abgeurteilt wurde, war er einer der Richter und wird als Verfasser der Urteilsbegründung angesehen. Greiser wurde trotz Rappaports prinzipieller Ablehnung der Todesstrafe öffentlich gehängt.
Rappaport war auch noch Präsident der höchsten Strafkammer an Polens oberstem Gericht (1947–1951). Er wurde aber von einflussreichen Positionen ferngehalten und konzentrierte sich auf seine Professorenstelle, die er an der Universität Łódź bis 1960 innehatte. Die Hülle der polnischen Sektion der Internationalen Kriminalistischen Vereinigung konnte er über die Zeit des Stalinismus retten, so dass die polnische Sektion danach ihre Arbeit wieder aufnehmen konnte.
Rappaport starb am 10. August 1965 in Łódź.

## Auszeichnungen
- Französische Ehrenlegion (1924 und 1947)
- Stern von Rumänien 1926
- Jugoslawischer St.-Sava-Orden 1930
- Ehrenmitglied der königlichen Akademie von Madrid 1928
- Ehrenmitglied des Instituts für Kriminologie in Buenes Aires 1950

## Schriften (Auswahl)
- The crimes of Hitlerism and the German nation: Analytical sketch of crime and personal and collective responsibility. Press, Łódź, 1945